# GJ 3379
GJ 3379（Giclas 99-49）是在獵戶座內最靠近太陽恆星，距離只有17.5光年。這顆主序星是一顆紅矮星，光譜類型為M3.5V。它的視星等為11.33，絕對星等為12.68，所以裸眼是看不見這顆恆星的。它位於獵戶座的左上部，在參宿四的下方；它的徑向速度是 +30.0公里/秒，依據SIMBAD的資料，這顆恆星被歸類為焰星。
在過去，這顆恆星曾經與太陽系有過近距離的接觸。大約在163,000 ±  3,000 years以前，它曾接近至4.30 ± 0.10 ly (1.32 ± 0.03 pc)。

## 考資料
1. ↑  Bobylev, V. V. . Astronomy Letters. November 2010, 36 (11): 816–822. Bibcode:2010AstL...36..816B. arXiv:1009.4856 . doi:10.1134/S1063773710110071.

## 外部連結
- GJ 3379 in the SIMBAD database（页面存档备份，存于）
- The 100 nearest star systems